# Elena Vaenga
Elena Vaenga (în rusă Елена Владимировна Ваенга; n. 27 ianuarie 1977, Severomorsk, RSFS Rusă, URSS) este o cântăreață rusă.
1. ↑   https://rusradio.ru/mobile/news/radio/zolotoi-grammofon-2009-progremel-v-kremle-iarkim-ezhegodnym-shou-2 Lipsește sau este vid: |title= (ajutor)
2. ↑   https://kpmedia.ru/product/1934496 Lipsește sau este vid: |title= (ajutor)
3. ↑   https://www.km.ru/muzyka/2011/11/28/muzyka-v-rossii/leps-elka-i-vaenga-triumfatory-zolotogo-grammofona#bounce Lipsește sau este vid: |title= (ajutor)